# Katsushika

Sectorul Katsushika pe harta Tokyo

Katsushika (葛飾区 Katsushika-ku?) este un sector special al zonei metropolitane Tōkyō în Japonia.